# Внутрипорошицевые
Внутрипорошицевые (лат. Entoprocta, от греч. ἐντός — внутри, πρωκτός — анальное отверстие) — тип первичноротых животных. Другое название — камптозо́и (Kamptozoa), «сгибающиеся». Прежде считались подклассом мшанок. Отличаются от последних расположением ануса относительно лофофора.

## Биология
Мелкие (от 1 мм до 0,5 см) животные, ведущие прикреплённый образ жизни. Тело состоит из чашечки, заключающей в себе все органы животного, и гибкого стебелька, прикрепляющегося к субстрату. У колониальных форм он крепится к стелющемуся стволу колонии — столону. Чашечка окружена по краю венчиком щупалец. На углублённой между основанием щупалец площадке открываются рот и порошица (анус). Характерная особенность камптозоев состоит в том, что их ротовое и анальное отверстия окружены общим кольцом из 6—36 щупалец на округлом выросте, называемом лофофором. Щупальца покрыты слизистыми ресничками и загоняют в рот воду с пищевыми частицами.
Полость тела отсутствует; псевдоцель заполнен студенистой массой клеток. Тело не сегментировано; кровеносной и дыхательной систем нет, газообмен происходит через поверхность тела. Пищеварительный тракт в форме подковы; органами выделения служат протонефридии; нервная система состоит из ганглия, расположенного у перегиба кишечника, и отходящих от него нервов.

### Размножение
Большинство внутрипорошицевых —  гермафродиты, однако в отличие от многих других животных-гермафродитов, последовательные, сперва обладающие одним полом, затем другим. Размножение обычно половое. Сперма выпускается самцами в воду; у самок в углублении между щупальцами находится выводковая камера, где яйца оплодотворяются и развиваются до стадии личинки, похожей на трохофору. Развитие сопровождается метаморфозом. Помимо полового размножения имеется бесполое — путём почкования; распространено у колониальных форм, у которых, как и у мшанок, вся колония зачастую отпочковывается от одного животного.

## Образ жизни
В большинстве своём живут в море либо поодиночке, либо колониями, прикрепившись своим стебельком к твёрдым объектам — раковинам, водорослям, червям. Виды рода Urnatella — пресноводные, Urnatella gracilis довольно обычна в Европе и Северной Америке. Представители рода Loxasomella, живущие в трубочках морских аннелид, подвижны и во взрослом состоянии.
Питаются внутрипорошицевые детритом и микроскопическими водорослями; сами служат пищей для мелких рачков и моллюсков. Обитают в прибрежной полосе, богатой водорослями, но некоторые опускаются на глубину до 300 м.

## Видовой состав
В типе известно около 150 видов. В России в северных морях найдено 16 видов, в Чёрном и Азовском морях — 2 вида, из которых 1 проник в Каспийское море.
Ископаемые представители известны начиная с верхней юры; один вид — Cotyledion tylodes — описан из значительно более древних кембрийских отложений.